# Hicham Bachraheel
Hicham Bachraheel (* 1943; † 14. Juni 2012 in Berlin) war ein jemenitischer Verleger und Herausgeber.
Er war Gründer und Inhaber der führenden jeminitischen Tageszeitung Journal Al Ayam, die von 1958 bis zu ihrem Publikationsverbot 2009 bestand. Er wurde 2010 im Zusammenhang mit dem Publikationsverbot mehrfach verhaftet.